# Luisa de Santa Cruz
Luisa de Santa Cruz, död 1658, var en spansk skådespelare och sångare. Hon var engagerad vid de kungliga teatrarna i Madrid, Teatro de la Cruz och Teatro del Príncipe, från åtminstone 1632 till 1652. 
Hon var gift med skådespelaren Juan Antonio Sandoval. Hon sammankopplades med Antonio de Prado. Hon var verksam vid Madrids två kungliga teatrar mellan 1632 och 1652. Hon hade högt anseende särskilt som aktör i sångroller. Hennes anseende bevisas av att hon gynnades av kung Filip IV av konstnärliga skäl, då han beordrade henne att uppträda vid ett uppträdande vid hovet även efter att hon hade pensionerats. Hon uppträdde ofta vid föreställningar och konserter vid hovet. 